# Solatopupa pallida
Solatopupa pallida is een slakkensoort uit de familie van de Chondrinidae. De wetenschappelijke naam van de soort is voor het eerst geldig gepubliceerd in 1842 door Rossmassler.